# 耶律突呂不
耶律突呂不（やりつ とつりょふ、生年不詳 - 942年）は、遼（契丹）の軍人・政治家。字は鐸袞。契丹六院部の出身。耶律鐸臻や耶律古の弟にあたる。

## 経歴
幼いころから聡明で学問をたしなんだ。耶律阿保機に仕えて重用された。神冊5年（920年）、契丹大字の制定に参与した。文班林牙となり、国子博士・知制誥を兼ねた。神冊6年（921年）、獄法の制定にあたった。
天賛元年（922年）、耶律阿保機が幽州を攻撃すると、突呂不は皇太子耶律突欲や王郁らとともに定州を攻撃した。軍を返して順州に到着すると、幽州馬歩軍指揮使の王千が軍を率いて来襲したため、突呂不はその馬を射てつまづかせ、王千を捕らえた。天賛2年（923年）、皇子耶律堯骨が大元帥となると、突呂不はこれを補佐した。平州を落とし、曲陽・北平を攻め下した。易州に到着すると、李景章が降伏してきて、「易州の城内には戦う意志がない」と告げた。そのため耶律堯骨は城攻めの準備をしようとしたが、突呂不は「わが軍は遠方からやってきて、人馬ともに疲労困憊しており、士気を長く維持することができません」と言って諫めた。そこで耶律堯骨は易州城攻撃をとりやめた。耶律堯骨が軍を帰還させると、突呂不の知謀ぶりを報告して、耶律阿保機を喜ばせた。
天賛4年（925年）、耶律阿保機が西征の軍を起こすと、突呂不は耶律堯骨とともに先鋒をつとめ、党項を討って功績を挙げた。耶律堯骨が東帰した後も、突呂不は西南部にとどまって駐屯し、再び党項を攻撃して戦果を上げた。天顕元年（926年）、耶律阿保機が東の渤海国を攻撃すると、突呂不は契丹軍の先頭に立って戦った。渤海が平定されると、突呂不は命を受けて耶律阿保機の功徳を永興殿の壁に刻銘した。契丹の本軍が帰還すると、すでに下った渤海の州郡があちこちで叛いたため、突呂不は耶律堯骨に従ってこれらを攻め破った。
述律太后が称制したとき、突呂不を中傷する流言があり、述律太后はこれを信じて激怒した。突呂不は恐れて逃亡した。太宗（耶律堯骨）は突呂不の無実を信じて召還した。天顕3年（928年）、突呂不は烏古部を攻撃した。また後唐への攻撃に参加して、左翼の軍を率いて後唐軍を撃破し、霞沙寨を攻め降した。天顕11年（936年）、石敬瑭を送って洛陽に入った。石敬瑭が即位すると、突呂不は総礼儀事をつとめ、特進検校太尉の位を加えられた。
会同5年（942年）、死去した。

## 伝記資料
- 『遼史』巻75 列伝第5